# Mačkovec pri Škocjanu
Mačkovec pri Škocjanu – wieś w Słowenii, w gminie Škocjan. W 2018 roku liczyła 27 mieszkańców.